# Парфум

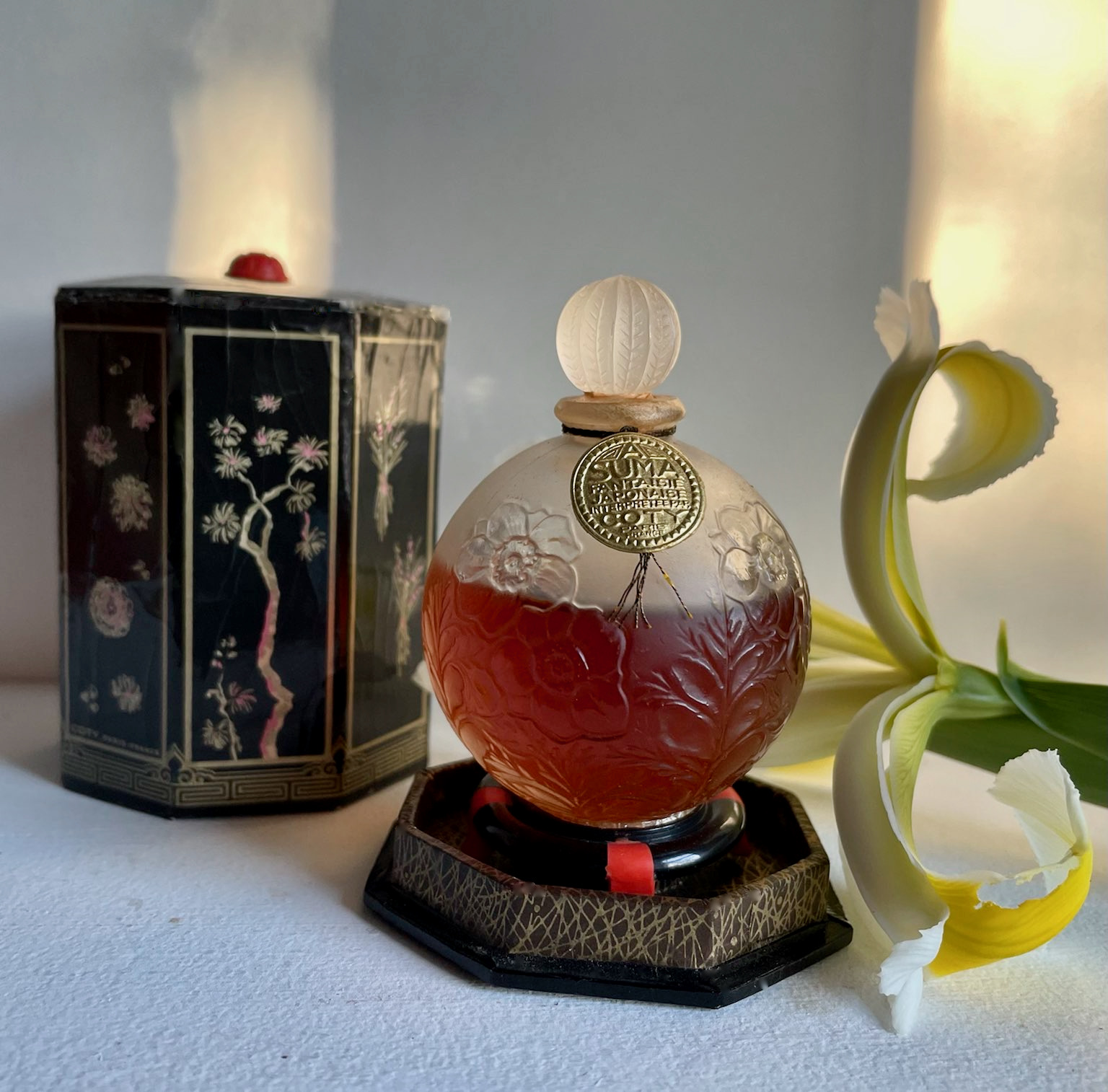
Парфуми виробництва Вінсента Рубера в пляшечці Рене Лаліка, 1934 р.

Парфу́м (також парфуми та парфюм) чи пáхощі, чи духи́ — суміш речовин із сильним ароматом. Зазвичай це рідкі суміші ароматичних олій зі спиртом і водою.
Сучасна парфумерія розпочалася наприкінці XIX ст. з масового виробництва синтетичних ароматичних сполук, що дозволило створювати парфуми з запахами, які неможливо створити з натуральних ароматичних речовин.

## Історія

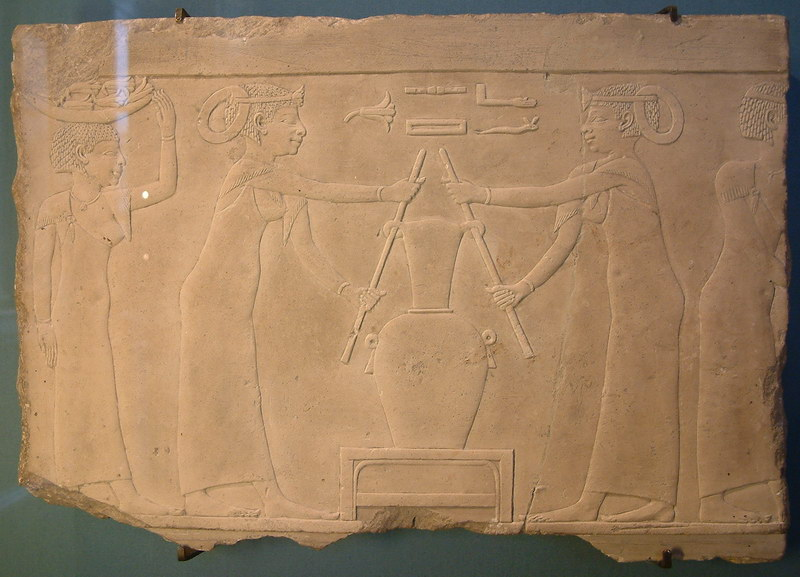
Виробництво парфумів, вапняковий барельєф, фрагмент з гробниці IV століття до н. е. Стародавній Єгипет

### Стародавній світ
Мистецтво створення парфумів, започатковане в стародавній Месопотамії та Єгипті і далі розвинене в Стародавньому Римі та Персії. Першим хіміком, чиє ім'я залишилося в історії, була, мабуть, жінка, яку звали Таппуті, яка виготовляла парфуми: вона згадана на клинописній табличці другого тисячоліття до н. е. в Месопотамії. Таппуті проводила багаторазову дистиляцію квітів, олій і лепехи з іншим ароматичними речовинами. Слово «парфум», що використовується нами сьогодні, походить від лат. per fumum, тобто «через дим».
Перші записи про парфумерію стосуються Стародавнього Єгипту. Більшість згадок про неї пов'язано жертвопринесеннями богам, бальзамуванням померлих і потім з повсякденним використанням. Парфуми використовувалися на численних святкуваннях. Їх могли наносити на тіло або спалювати. У волосся вплітали шматочки воску, який танув, поширюючи аромат. Це були парфуми на основі тваринного жиру та рослинних олій, в якому розчинялися рослинні пахощі.
Давні греки користувалися ароматичною водою і надавали їй велике значення в релігійних церемоніях. Аромат вважався ознакою присутності божеств. Завоювання Александра Македонського сприяли жвавій торгівлі парфумами і появі нових пахощів у Греції. У Птолемеївському Єгипті парфумерія процвітала, а найбільшими її центрами були міста Мендес і Александрія.
Достеменно відомо, що парфумерією користувалися в Біблійні часи царів Давида і Соломона — в Біблії, особливо в Пісні пісень, є згадки про використання ароматичних олій.
Хоча парфуми та парфумерія існували також в Індії, велика частина їхніх ароматів були засновані на ладані. Найраніша дистиляція ефірної олії згадується в тексті «Харшачарита», написаному в VII ст. нашої ери в Північній Індії. Там же описано використання ароматної олії орлиного дерева.
На Індійському субконтиненті парфумерія існувала в цивілізації Інду (3300 р. до н. е. — 1300 р. до н. е.).

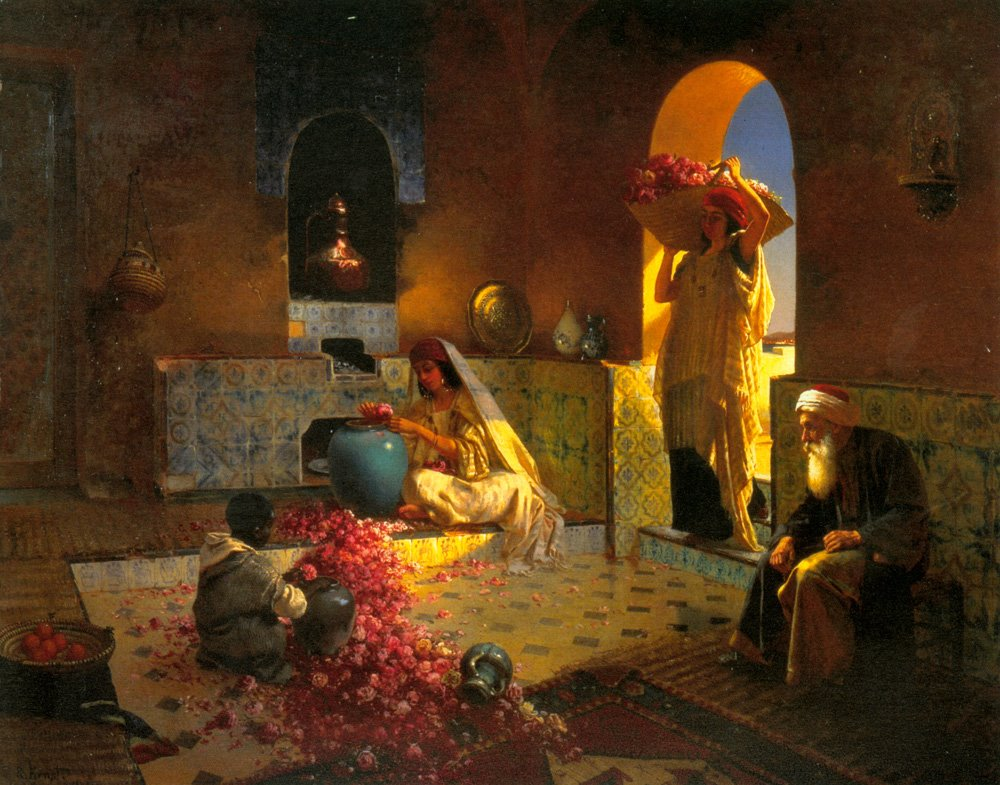
«Парфумер», картина Рудольфа Ернста

У 2003 році археологи виявили в Піргосі (Кіпр) те, що, як вважається, є найстарішими парфумами у світі. Виготовлені вони понад 4 000 років тому. Парфуми були виявлені в стародавній парфумерній майстерні. 60 знахідок, серед яких перегінні куби, місткості для змішування, трубки та флакончики парфумів, були знайдені в межах майстерні площею 4 000 м2. Люди в давні часи використовували трави, квіти, а також спеції, мигдаль, коріандр, мирт, смоли хвойних дерев, бергамот. У травні 2018 року для ювілейного шоу Грецького національного археологічного музею «Незліченні аспекти краси» було відтворено старовинний парфум «Родо» (Троянда).
Давні римляни активно користувалися ароматичною водою та мазями, особливо патриції під час різних урочистостей. Парфуми наносилися на тіло, розбризкувалися на столах зі стравами. Жінки вплітали в волосся шматочки ароматизованого воску, що танучи поширював аромат. Історичні анекдоти розповідають про надмірності в використанні парфумів, як ароматизовані вітрила кораблів або напарфумлені голуби, яких раби випускали під час бенкетів. Згідно з легендою, імператор Нерон витратив 4 млн сестерціїв на запашні пелюстки троянд для свого бенкету.
Виготовленням парфумів спершу займалися чоловіки, але зі зростанням попиту на парфуми серед простолюдинів за цю справу взялися і жінки. Найпоширенішою та найдоступнішою сировиною були троянди, гранати, лаванда, айва, виноград, розмарин та базилік. Найціннішою сировиною були кориця, мирра, ладан, смоли та коріння. Як основа бралися рослинні та тваринні жири, спиртові парфуми були невідомі давнім римлянам. Через високий попит на парфуми, постачальники сировини вигадували легенди про те, як важко її отримувати. Парфуми зазвичай продавалися в флаконах, вишуканість яких відображала вишуканість вмісту. Ємності виробляли з фаянсу, скла, алебастру, бронзи, свинцю, срібла та золота, і могли прикрашати дорогоцінним камінням. Найдорожчими парфумами у Стародавньому Римі, ймовірно, були «Regale Unguentum», на непомірну вартість яких скаржився навіть імператор Тиберій у Сенаті.
У Стародавньому Китаї користувалися мішечками й подушечками зі спеціями, збризкували парфумами віяла та додавали їх у пудру.

### Середньовіччя
Суттєвим нововведенням середньовічної парфумерії стало використання спиртової основи для парфумів. Вона дешевша за жири, швидше висихає, але аромат таких парфумів швидше вивітрюється.
У ІХ ст. аравійський хімік Аль-Кінді (Алькіндус) написав книгу про парфуми, яку назвав «Книга хімії парфумів і дистиляції». Вона містить понад сто рецептів ароматних олій, бальзамів, ароматичних вод та імітацій дорогих ліків. Книга описує також 107 методів і рецептів для створення парфумів і обладнання для виробництва парфумерії, наприклад, перегінного куба аламбік, який досі має свою стародавню арабську назву (від грецького ἄμβιξ — «чашка», «мензурка»), описану Синезієм у IV ст.
Перський лікар і хімік Авіценна (Ібн-Сіна) проводив процес вилучення олій з квітів за допомогою дистиляції — процедури, яка зазвичай використовується і сьогодні. Він спочатку експериментував з трояндами. До його відкриття рідкі парфуми були сумішами олій і потовчених трав або пелюсток, які давали сильний запах. Трояндова вода мала тонший аромат, тому одразу стала популярною. І сировина, і технології дистиляції сильно вплинули на західну парфумерію і розвиток науки, зокрема хімії.
Знання про парфумерію прибуло до Європи вже в XIV ст. частково завдяки поширенню ісламу. Угорці були першими, хто почали виробляти спиртові парфуми. Зроблені 1370 року для угорської королеви Єлизавети, вони стали відомі всюди в Європі як «угорська вода». Культивування квітів для парфумерії, що розпочалося в XIV ст., перетворилося на провідну галузь на півдні Франції.

### Відродження

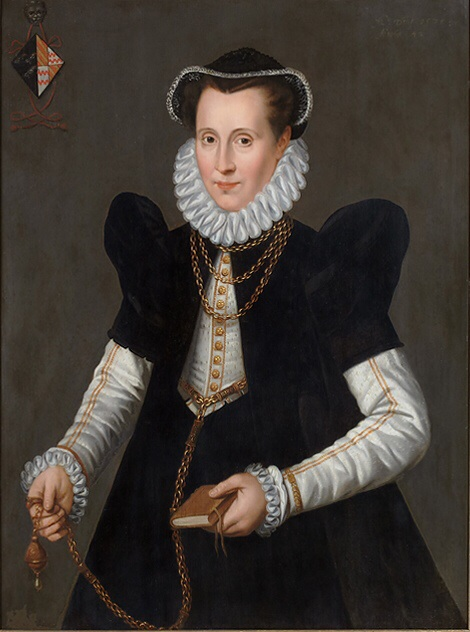
Портрет Анни ван Реной з книгою та помандером, 1575 р.

У пізньому Середньовіччі, аж до XVII століття в Європі були популярні помандери — металеві кульки з парфумами, які часто носили на ланцюжках. Вважалося, що вони не тільки маскують неприємні запахи, а й захищають від хвороб. На Русі подібні вироби були відомі як колти.
Алхіміки, прагнучи перетворити неблагородні метали на золото, ненавмисно проклали шлях для передових методів дистиляції. Ці нові методи дозволили видобувати чистіші та потужніші ароматні есенції. Географічні відкриття Христофора Коломба та Васко да Гами забезпечили доставку з Нового Світу та Індії нової сировини. Західні жителі відкрили ваніль, какао, тютюн, корицю, імбир, перець, бензоїн та інші спеції.
У період Ренесансу парфуми використовували насамперед багаті люди, щоб приховувати запах тіла, сильно виражений, оскільки милися тоді зрідка. Також ароматичний дим вважався захистом від епідемій. З'явилися уявлення про «жіночі» та «чоловічі» парфуми. Професія парфумера часто поєднувалася з професією аптекаря. Джованні Вентура Розетті у 1555 році видав книгу «Найшляхетніші таємниці мистецтва створення парфумів», яка стала першою книгою, цілком присвяченою парфумерії.

### Новий час
Починаючи з XVI ст., парфумерія почала процвітати у Франції. Королі та знать, включаючи Катерину Медічі. У той час, коли особиста гігієна була недостатньою, парфуми використовувалися не лише для маскування запахів, а й для підтвердження соціального статусу. Грасс, невелике село на півдні Франції, стало світовою столицею парфумерії у XVII ст. Завдяки клімату, сприятливому для вирощування квітів, таких як троянди та жасмин, Грасс став центром виробництва сировини для парфумерії. Ставши королевою Франції, Катерина незабаром залишила свій слід у королівстві, нав'язавши моду на італійські парфуми.
Людовик XIV, також відомий як «Король-Сонце», був великим любителем парфумів. Його двір у Версалі був відомий своїм широким використанням ароматів, аж до того, що король навіть наказав, щоб палацові фонтани розпилювали ароматизовану воду під час святкувань.

### Сучасність
Розквіт сучасної парфумерії можна вести від 1874 року, коли відбулося заснування Haarmann & Reimer, першої компанії, що займалася виробництвом синтетичних інгредієнтів для ароматизаторів та парфумів. Ефірні олії були головними ароматичними матеріалами до кінця 1800-х років, але їх використання було сильно обмежене через високу ціну та обмежену й нестабільну пропозицію. З появою на ринку Haarmann & Reimer та Fabriques de Laire, до кінця XIX століття парфумерам стало доступно кілька синтетичних ароматичних речовин: ванілін, кумарин, іонони та метиліонони, аліфатичні альдегіди, ізобутилхінолін, гідроксицитронелаль. Хоча ці речовини спершу були дорогими та іноді навіть дорожчими, ніж їхні природні аналоги, автоматизація виробництва призвела до різкого зниження витрат. Розвинулося виробництво ароматизованого мила, а потім порошкових шампунів. Переважними ароматами були гіркий мигдаль (бензальдегід), троянда (фенілетиловий спирт), фіалка (іонони), геліотроп (піперональ/геліотропін), бузок (терпінеол) або гвоздика (евгенол).
Ключовим стало поширення на початку 1900-х років розпилювачів, що зробило нанесення парфумів зручним і ощадливим. До кінця 1930-х років хіміки синтетично відтворили майже всі ключові компоненти ефірних олій, відомих на той час. Додатково стали поширюватися антиперспіранти, що запобігають виділенню поту. Коко Шанель розробила в 1921 році за допомоги Ернеста Бо, одного з найталановитіших парфумерів Франції, парфуми «Шанель № 5». Вони поєднують аромат жасмину та кількох інших квіткових ароматів. Коко Шанель також замінила типову упаковку парфумів простим і елегантним флаконом, що сприяло їх успіху.
Синтетичні речовини в другій половині XX ст. почали додавати не лише в парфуми, а й у побутову хімію, як-от посудомийні засоби. Цитрусовий і хвойний аромати в них набули особливого поширення в 1960-1970-і роки. На рубежі 1980-х і 1990-х років у зв'язку з війною в Перській затоці, пандемією СНІДу та першим усвідомленням екологічних проблем склалася тривожна атмосфера, що змістило нюхові вподобання на аромати, що викликають почуття чистоти, очищення та комфорту. Тому в парфумах і побутовій хімії запанували морські, озонові ноти. Багато парфумерних інгредієнтів було заборонено в 1990-і роки організацією IFRA (International Fragrance Association) через потенційну алергенність або фототоксичність.
У 2000-х роках через сильну екологічну стурбованість споживачів, стали популярними аромати пачулі, деревно-амбровий, цитрусовий, карамельний, мускусний, малиновий. Розвинулося виробництво підсилювачів та інкапсуляторів ароматів.

## Виробництво

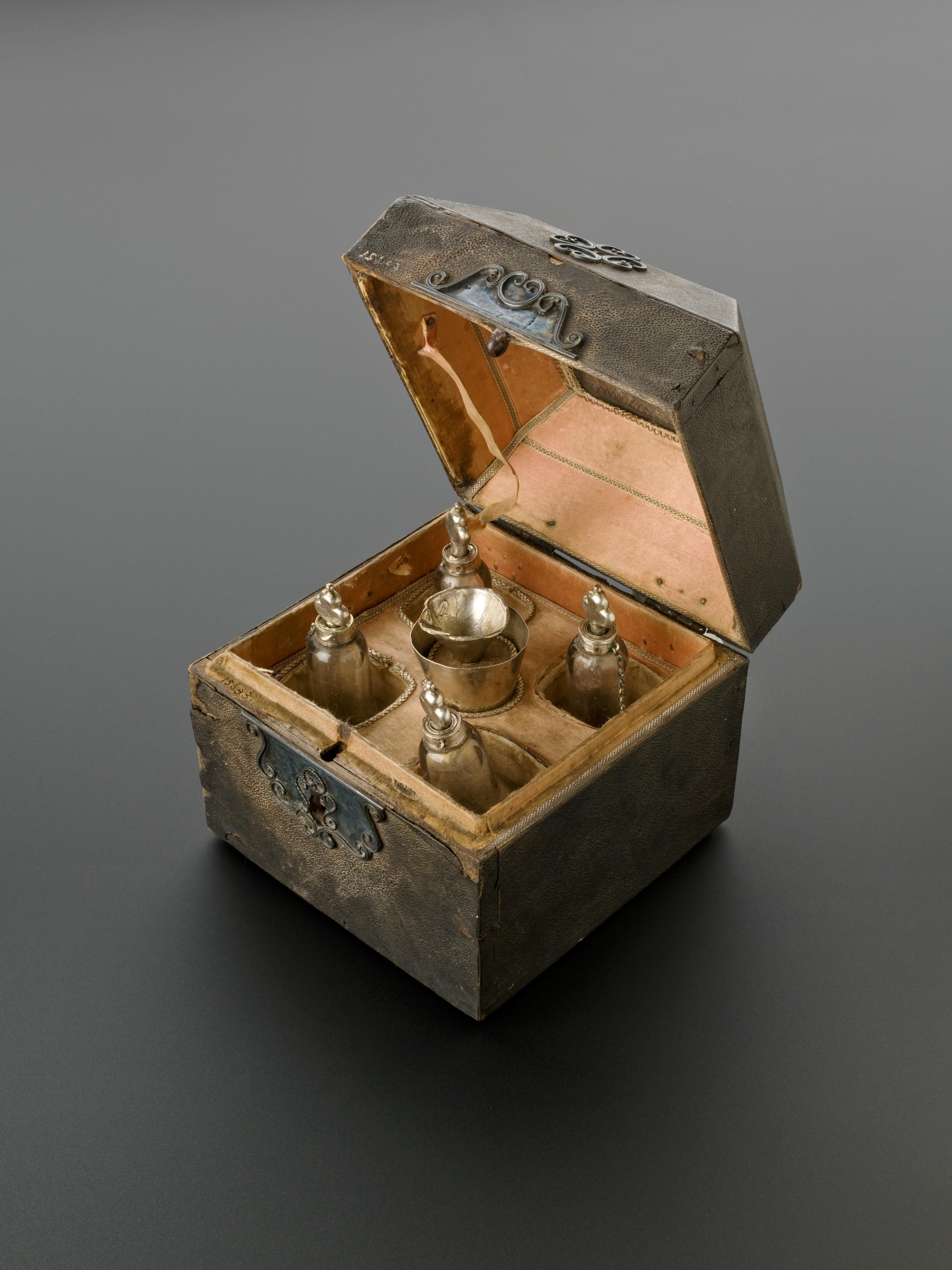
Скринька з парфумами, Нідерланди, кінець XVIII ст.

Одним із найдавніших методів був процес анфлеражу, який передбачав поміщення квітів або органічного матеріалу в жир або олію для вилучення аромату. Єгиптяни були відомі використанням цієї техніки, а пізніше її перейняли французькі парфумери у XVIII столітті.
Ще однією технікою, яку використовували давні цивілізації, була дистиляція: нагрівання рослинної сировини та конденсування утвореної ароматної пари. Цей метод був винайдений перським хіміком Авіценною у X столітті і досі широко використовується.
У деяких випадках парфуми також видобували шляхом мацерації: замочування органічного матеріалу в олії або воді до вивільнення аромату. Цей метод широко використовувався давніми греками та римлянами.
Новішим методом є екстракція розчинником. Рослинну сировину поміщають у великих обертових барабанах. Потім рослини заливають петролейним ефіром або бензолом. Частини рослини розчиняються в будь-якому розчиннику, залишаючи воскоподібну речовину, яка містить олії. Потім цю речовину поміщають в етиловий спирт. Олія розчиняється в спирті, який потім спалюють, залишаючи висококонцентровану парфумерну олію.
Загалом для створення парфумів придатні різні частини рослин (зокрема квіти й фрукти), деревина та навіть виділення тварин, а також спирт, вугілля, смоли та нафтохімічні продукти. Популярні складники парфумів — це: пелюстки троянд, смирна, ладан, жасмин, дубовий мох, сандалове дерево, ваніль, цитрон. Тваринні речовини (касторова олія, мускус, амбра) часто використовуються як фіксатори, що запобігають швидкому випаровуванню парфумів. Інші фіксатори включають кам'яновугільну смолу, мохи, смоли або синтетичні хімічні речовини. Синтетичні складники включають аліфатичні альдегіди, калон, Iso E Super, синтетична амбра та мускус, гедіон, індол, синтетичний екстракт конвалії.
Ароматичні олії змішуються за формулою, яку заздалегідь визначив парфумер. Багато з цих формул ретельно створювалися протягом кількох років і часто включають сотні різних інгредієнтів. Спирт, а іноді й вода, використовуються для розведення інгредієнтів у парфумах, а фіксатори дозволяють аромату триматися довше. Ціна парфумів здебільшого залежить від частки олії — що її більше — то дорожчі парфуми. Парфуми часто витримуються місяцями або навіть роками, впродовж чого аромати змішуються. Але термін придатності готових парфумів невеликий — 2-3 роки.

## Класифікація парфумів

Піраміда аромату: початкова нота, нота серця та базова нота.

Розрізняються 5 видів парфумів, залежно від концентрації ароматичної речовини. Концентрація визначає, як довго триматиметься аромат і наскільки він буде інтенсивним:
- Чисті парфуми мають найвищу концентрацію ефірних олій — 20-30 %. Завдяки цій високій концентрації парфуми тримаються на шкірі найдовше, зазвичай близько 6-8 годин або більше. Аромат сильний та інтенсивний;
- парфумова вода має концентрацію ефірних олій від 15-20 %. Вона трохи легша за парфуми, але все ж пропонує тривалий аромат, який тримається близько 4-6 годин. Парфумова вода є одним з найпопулярніших видів парфумів;
- туалетна вода має концентрацію аромату від 5-15 %. Аромат зазвичай тримається близько 2-4 годин;
- одеколон має низьку концентрацію ефірних олій — 2-4 %. Він забезпечує легший аромат, який зазвичай тримається близько 1-2 годин. Одеколон застосовується декілька разів упродовж дня. Він частіше зустрічається в чоловічих парфумах;
- о фреш — містить близько 1-3 % ефірних олій. Він схожий на одеколон, але з набагато меншим вмістом спирту, що робить його більш водним. Цей легкий аромат зазвичай тримається менше години.

Технічна комісія Французького Товариства парфумерів встановила класифікацію парфумів за ароматом. Кожен аромат розкладають на 3 ноти: початкову, ноту серця та базову:
- Початкова нота — це перші аромати, які відчуваються після нанесення парфумів. Зазвичай вони легкі, свіжі та швидко випаровуються, тримаючись перші 15-30 хвилин. Верхні ноти включають цитрусові, легкі квіткові та фруктові аромати;
- ноти серця проявляються після початкових. Вони формують ядро аромату та тримаються кілька годин. Включають квіткові, пряні та трав'яні аромати, такі як лаванда, троянда або жасмин;
- базові ноти з'являються після випаровування серцевих нот. Ці ноти зазвичай насичені, глибокі та тривалі, і можуть триматися від кількох годин до цілого дня. Включають деревні, мускусні або землисті аромати, такі як сандалове дерево, ваніль і амбра.

Парфуми часто класифікуються на основі «сімейств», куди включаються схожі за запахом аромати. Існує 4 основні сімейства ароматів:
- Квіткові — походять від таких квітів, як троянда, жасмин, лаванда та лілія;
- східні — часто містять пряні, солодкі та злегка мускусні ноти. Східні парфуми містять такі інгредієнти, як ваніль, амбра та спеції, такі як кориця та гвоздика;
- деревні — використовують сандалове дерево, кедр та ветивер;
- свіжі — часто асоціюються з цитрусами та водою, включають лимон, бергамот, м'яту.

Сукупність ароматів у парфумах називаються букетом.